# رستم الحكماء
رستم الحكماء (1766-1848) كان كاتبًا ومؤرخًا خلال أواخر العصر الزندي وأوائل العصر القاجاري في إيران. يُعرف بشكل أساسي بأنه مؤلف السجل التاريخي رستم التواريخ.
كان اسمه الحقيقي محمد هاشم، واسمه المستعار عساف. وقد شُكك في وجوده لأنه لم يُذكر في أي من الكتابات الأدبية أو التاريخية من العصرين الزندي والقاجاري. ولكن رستم الحكماء كان كثيرًا ما يشير إلى نفسه، وإلى غيره من الأفراد، وإلى أحداث معينة من حياتهم في كتبه ورسائله. تشير هذه المصادر إلى أنه ولد ونشأ في شيراز، ثم انتقل إلى أصفهان للدراسة في سن المراهقة، حيث أمضى قدرًا كبيرًا من الوقت في الدراسة في مدرسة الأخوند ملا أسد الله.